# Wilhelm Piltz
Friedrich Wilhelm Carl Piltz (* 22. September 1875 in Breslau; † 5. Oktober 1942 in Dresden) war ein deutscher Inspizient und Schauspieler.

## Leben und Wirken
Piltz stammte aus Schlesien und schlug nach dem Schulbesuch eine Schauspiellaufbahn ein. 1902 gehörte er als Schauspieler dem Ensemble des Leipziger Schauspielhauses an. Als Oberinspizient (Ernennung erfolgte 1916) und Schauspieler war er 36 Jahre bis zu seinem Tod am Staatlichen Schauspielhaus in Dresden tätig. Er stand unter anderem mit Erich Ponto auf der Bühne.